# Кенеш (Узгенский район)
Кенеш (кирг. Кеңеш) — село в Узгенском районе Ошской области Кыргызстана. Входит в состав Баш-Дебенского аильного округа. Код СОАТЕ — 41706  255 808 01 0

## Население
По данным переписи 2023 года, в селе проживало 1 712 человек.